# Pa-ta-ling

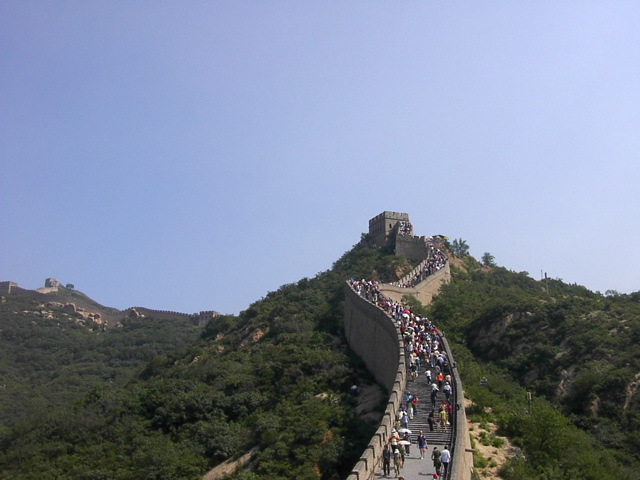
Velká čínská zeď v Pa-ta-lingu

Městys Pa-ta-ling (čínsky v českém přepisu Pa-ta-ling čen, pchin-jinem Bādálǐng Zhèn, znaky zjednodušené 八达岭镇, tradiční 八達嶺鎮) je městys příslušející do okresu Jen-čching v Pekingu, hlavním městě Čínské lidové republiky. Má rozlohu přibližně 96 čtverečních kilometrů a k roku 2007 v něm žilo přes šest tisíc obyvatel. 
Je turisticky významným cílem, neboť ve zdejších horách Ťün-tu-šan (část pohoří Jen-šan) leží nejnavštěvovanější úsek Velké čínské zdi. Ten pochází původně z roku 1504, z mingského období, ale byl v padesátých létech dvacátého století restaurován a otevřen pro turisty.
Pa-taling má dobré železniční spojení s centrem Pekingu, neboť přes něj vede a má v něm nádraží železniční trať Peking – Pao-tchou vedoucí z Pekingského severního nádraží.